# 阿里·迪亚布
阿里·迪亚布（阿拉伯语：‎ 英語：，1982年5月23日—）是叙利亚职业足球运动员，司职中后卫，长年入选叙利亚国家队。
2010年，阿里作为亚洲外援加盟上海申花，整个赛季表现相当稳健，虽然身边的中后卫搭档连续更换，阿里的位置却不可动摇。赛季结束后上海申花曾计划与他续约，但是由于引进了风格与阿里相近的内援忻峰等原因，最终用亚洲外援的名额签下了阿里在叙利亚国家队的搭档阿卜杜卡达尔·达卡。